# 別保尾幌道路
別保尾幌道路（べっぽおぼろどうろ）は、北海道釧路郡釧路町から、北海道厚岸郡厚岸町に至る北海道横断自動車道根室線に並行する一般国道自動車専用道路（国道44号）である。
高速道路ナンバリングによる路線番号は「E44」が割り振られている。現在は全線で未供用となっている。

## 概要
2021年（令和3年）4月27日に策定された「防災・減災、国土強靭化に向けた道路の5か年対策プログラム」において、北海道横断自動車道のうち、釧路別保IC - 厚岸町尾幌（尾幌IC）間が計画段階評価に向けた調査を推進することが発表された。2022年（令和4年）12月23日より計画段階評価が実施され、2024年（令和6年）12月25日の北海道地方小委員会にて、3つのルート案の中から自然環境配慮範囲や洪水浸水想定範囲等の課題箇所を平面及び縦断で回避しつつ、別保 - 尾幌間を南側で連結する最短ルートである「案①　別線南側ルート」が対応方針となった。2025年（令和7年）3月10日、第38回北海道小委員会において、別保 - 尾幌間の新規事業採択時評価が行われ、委員会は新規事業採択を妥当だとした。その後、2025年度に「一般国道44号　別保尾幌道路」として事業化された。
全体事業費は1250億円を予定しており、別保尾幌道路の整備によって、釧路空港 - 根室市間の所要時間が現行の125分から整備後は118分になり、約7分の短縮が見込まれている。
なお、釧路町内に昆布森市街地とのアクセスや釧路市街地の医療機関へのアクセスなどを考慮し、釧路上別保ICが設置される予定である。

### 路線データ
- 路線名 : 一般国道44号（北海道横断自動車道）別保尾幌道路[6]
- 起点 : 北海道釧路郡釧路町別保原野[6]
- 終点 : 北海道厚岸郡厚岸町尾幌[6]
- 延長 : 21.2 km[6]
- 規格 : 第1種第3級[6]
- 設計速度 : 80 km/h[6]
- 道路幅員 : 13.5 m（土工部、橋梁部）、12.0 m（50 m以上の橋梁部）[6]
- 車線数 : 完成2車線[6]
- 車線幅員 : 3.5 m[6]

## 歴史
- 2025年度（令和7年度） : 事業化[5]。